# Yainville
Yainville ist eine französische Gemeinde mit 1.033 Einwohnern (Stand: 1. Januar 2022) im Département Seine-Maritime in der Region Normandie. Die Gemeinde gehört zum Arrondissement Rouen und zum Kanton Barentin (bis 2015: Kanton Duclair). Die Einwohner werden Yainvillais genannt.

## Geographie
Yainville liegt etwa 15 Kilometer westlich von Rouen an der Seine. Yainville ist Teil des Regionalen Naturparks Boucles de la Seine Normande. Umgeben wird Yainville von den Nachbargemeinden Le Trait im Norden, Duclair im Nordosten, Jumièges im Süden und Osten sowie Heurteauville im Westen.

## Einwohnerentwicklung
| Jahr                      | 1962 | 1968 | 1975 | 1982 | 1990 | 1999 | 2006 | 2013 |
| Einwohner                 | 883  | 993  | 1117 | 1246 | 1135 | 1181 | 1096 | 1082 |
| Quelle: Cassini und INSEE |      |      |      |      |      |      |      |      |

## Sehenswürdigkeiten

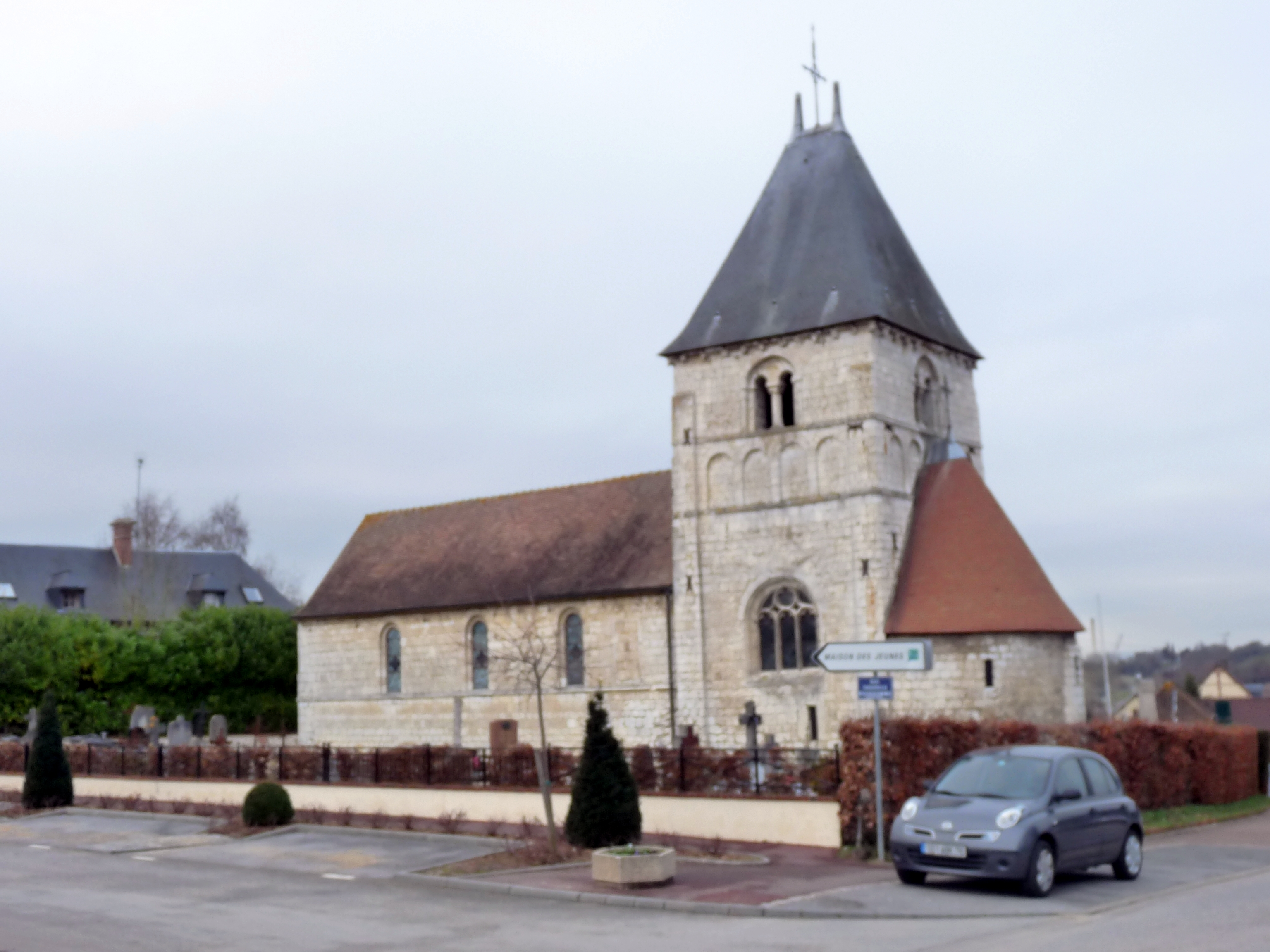
Kirche Saint-André

- Kirche Saint-André aus dem 11. Jahrhundert
- mehrere Herrenhäuser (u. a. Herrenhaus Les Zoaques)